# M26IM手榴弹
M26IM手榴弹是一款以色列军事工业公司生产的不敏感手榴弹，专为以色列国防军研制，该型号手榴弹设计基于M26破片杀伤手榴弹。由于M26手榴弹装填B炸药，被枪击后会爆炸，导致了2010年以色列一名陆军军官在加沙地带行动时因其所携带的手榴弹被击中爆炸而丧生。故M26IM型采用不敏感炸药，并在引信和引信室之间安置了熔点仅为115（摄氏度）的衬套来将引信和弹药分开，使得该型号手榴弹在被子弹击中后或者高温下都不会爆炸。该型号手榴弹现已于以色列国防军中服役。